# Predložena ruska aneksija Pridnjestrovlja
Vlada Pridnjestrovlja, nepriznate države otcijepljene od Moldavije, čiji je međunarodno priznati dio, više je puta tražila pripajanje Rusiji. Pridnjestrovlje je teritorij koji se odvojio od Moldavije zbog straha od mogućeg ujedinjenja potonje s Rumunjskom. To je izazvalo rat u Pridnjestrovlju, u kojem je Pridnjestrovlje, koje je podržavala Rusija, uspjelo ostati izvan nadzora Moldavije. Unatoč tome, danas se Pridnjestrovlje pravno i međunarodno smatra dijelom Moldavije.
Nakon ruske aneksije Krima 2014. godine, u Pridnjestrovlju su porasle nade da će Rusija pripojiti i ovaj teritorij. Pridnjestrovlje ima značajni udio ruskog stanovništva i velika većina ljudi govori ruski. Područje financijski podupire Rusija, a pridnjestrovsko obrazovanje i zakoni također su povezani s Rusijom. Godine 2006. prvi predsjednik Pridnjestrovlja Igor Smirnov organizirao je referendum u Pridnjestrovlju kako bi se glasovalo za moguću reintegraciju u Moldaviju ili neovisnost i buduće priključenje Ruskoj Federaciji. Prvi prijedlog je odbijen, a drugi odobren, iako je istinitost ovih rezultata dovedena u pitanje. Ipak, naknadne studije su dokazale popularnost ideje kod barem dijela stanovništva Pridnjestrovlja.
Zbog svega toga, točno na isti dan kada je Rusija anektirala Krim, čelnik pridnjestrovskog parlamenta Mihail Burla poslao je Rusiji pismo u kojem traži da se u zakonima te zemlje omogući rusko pripajanje Pridnjestrovlja, što je naišlo na negativan odgovor međunarodne zajednice. Temu su spominjali u više navrata različiti pridnjestrovski političari poput bivše ministrice vanjskih poslova Pridnjestrovlja Nine Štanski, bivšeg predsjednika Pridnjestrovlja Jevgenija Ševčuka (koji je 2016. izdao neuspješnu uredbu da se Pridnjestrovlje konačno pripoji Rusiji) i sadašnji, Vadim Krasnoselskij. Neke ličnosti iz Rusije poput Zahara Prilepina, Vladimira Žirinovskog i stranke Za istinu pozitivno su odgovorile na takvu mogućnost.
Nekoliko analitičara, međutim, vjeruje da Rusija neće pokušati pripojiti Pridnjestrovlje. Rusija službeno teži davanju posebnog statusa Pridnjestrovlja unutar Moldavije, kako bi mogla utjecati na cijelu zemlju. Aneksija Pridnjestrovlja od strane Rusije bila bi kontraproduktivna za ovaj cilj, posebno imajući u vidu da bi mogla ubrzati neželjeno ujedinjenje Moldavije i Rumunjske. Nadalje, Pridnjestrovlje je daleko od Rusije i nema izlaza na more, a stvaranje nacionalističkog diskursa među ruskim narodom za postizanje aneksije, kao što je prije učinjeno s Krimom, moglo bi biti teže.

## Pozadina
Nakon raspada Sovjetskog Saveza, Moldavska Sovjetska Socijalistička Republika (Moldavska SSR) proglasila je neovisnost i postala moderna Moldavija. U najistočnijoj regiji pojavio se strah da će se Moldavija nakon ovog događaja ujediniti s Rumunjskom, pa je proglašena neovisnost od Moldavije. To je dovelo do Rata u Pridnjestrovlju, u kojem je Pridnjestrovlje dobilo pomoć od Rusije, koja je poslala svoju 14. gardijsku armiju. Kao posljedica toga, Pridnjestrovlje je ostalo odvojeno od Moldavije, ali ga je međunarodna zajednica i dalje priznavala kao moldavski teritorij.
Nakon završetka rata bilo je pokušaja rješavanja sukoba u Pridnjestrovlju, ponajprije Kozakovim memorandumom, ali nijedan nije bio uspješan. Državne vlasti 17. rujna 2006. održale su referendum u Pridnjestrovlju. Stanovništvo je pitalo treba li Pridnjestrovlje ponovno integrirati u Moldaviju ili ne i treba li tražiti neovisnost i potencijalnu buduću integraciju u Rusiju ili ne. Prvo pitanje odbilo je 96,61 posto, a drugo 98,07 posto glasova, a odaziv birača bio je 78,55 posto. Međutim, moldavski ogranak Helsinškog odbora za ljudska prava tvrdio je da je otkrio nepravilnosti i kršenja na referendumu i sugerirao da su rezultati mogli biti pripremljeni unaprijed. Predsjednik je u to vrijeme bio prvi Pridnjestrovlja, Igor Smirnov. Smirnov je nekoliko puta tijekom svoje 20-godišnje vladavine predlagao i spominjao moguće priključenje Pridnjestrovlja Rusiji.
Prema popisu stanovništva u Pridnjestrovlju iz 2015., Pridnjestrovlje je teritorij s ruskom relativnom većinom od 34% stanovništva, dok se 33% izjašnjavaju kao Moldavci / Rumunji, te 26,7% kao Ukrajinci. Ostatak stanovništva koji se izjasnio po nacionalnoj pripadnosti pripada manjim manjinama. Bugari čine 2,8% stanovništva, Gagauzi 1,2%, Bjelorusi 0,6%, Nijemci 0,3% i Poljaci 0,2%. Međutim, postoje tvrdnje da Moldavci/Rumunji predstavljaju zapravo 40% stanovništva.

## Prijedlozi

### Povijest
Nakon ruske službene aneksije Krima 18. ožujka 2014., pojavila su se nagađanja o tome je li Pridnjestrovlje sljedeće na redu. Zapravo, skoro na isti dan aneksije Krima, Mikhail Burla, predsjednik Vrhovnog vijeća Pridnjestrovlja (to jest, predsjedavajući parlamenta Pridnjestrovlja), poslao je pismo u ime Vrhovnog vijeća Pridnjestrovlja tadašnjem Predsjedavajući Državne dume (jednog od dva doma Parlamenta Rusije ) Sergeju Nariškinu poziva na izmjene ruskih zakona kako bi se olakšala buduća aneksija Pridnjestrovlja Rusiji. Štoviše, prema izvješćima slobodne novinarke Mitre Nazar iz ožujka 2014., ljudi u Pridnjestrovlju tada su se nadali da će biti pripojeni Rusiji i vidjeli su aneksiju Krima kao "znak nade". Umirovljenica s kojom je razgovarala rekla je kako se nada da će aneksija Rusiji donijeti veće mirovine i bolju budućnost za mlađe generacije.
Predsjednik Moldavije Nicolae Timofti odgovorio je na Burlino pismo upozorivši Rusiju da ne pokušava pripojiti Pridnjestrovlje, rekavši da bi to bila "pogreška" s ruske strane i da bi to završilo "dodatnim narušavanjem njenog međunarodnog statusa". Jean-Claude Juncker, bivši premijer Luksemburga i tada budući predsjednik Europske komisije, potaknuo je Europsku uniju (EU) da poduzme mjere kako bi izbjegla da Moldavija bude "sljedeća žrtva ruske agresije". Rumunjski predsjednik Traian Băsescu založio se za ubrzanje procesa pristupanja Moldavije Europskoj uniji, o čemu, prema njegovim riječima, ovisi sigurnost zemlje.
Nekoliko dana kasnije, Nina Štanski, tadašnja ministrica vanjskih poslova Pridnjestrovlja, odobrila je aneksiju Krima, izjavila da se "smatramo dijelom ruskog svijeta" i da se "ne razlikujemo od Rusa i ruske civilizacije" i zatražila od predsjednika Rusija Vladimir Putin želi pripojiti Pridnjestrovlje. Nakon toga, u travnju 2014., pridnjestrovski parlamenti pozvali su Rusiju da prizna pridnjestrovsku neovisnost.
Dana 7. rujna 2016. tadašnji predsjednik Pridnjestrovlja Jevgenij Ševčuk izdao je dekret br. 348 „O provedbi rezultata republičkog referenduma održanog 17. rujna 2006.“ kako bi pravni sustav Pridnjestrovlja približio ruskom i približio budućoj aneksiji Pridnjestrovlja Rusiji. To je učinjeno u znak sjećanja na 10. godišnjicu referenduma u Pridnjestrovlju 2006. godine. Međutim, dekret je proglašen nevažećim jer je referendum održan deset godina ranije i Ševčukovo djelovanje je kritizirano. Pridnjestrovske vlasti također su više puta izrazile svoju namjeru da se pridruže međunarodnim organizacijama koje sponzorira Rusija, poput bivše Euroazijske ekonomske zajednice, Euroazijske ekonomske unije ili Euroazijske carinske unije, nasljednice potonje. Dana 12. travnja 2017., Vrhovno vijeće Pridnjestrovlja usvojilo je novu suslužbenu zastavu republike na temelju ruske trobojnice za daljnje jačanje neovisnosti Pridnjestrovlja kao i integracije s Rusijom, kao što je samo Vrhovno vijeće objasnilo u noti.
Ševčukov nasljednik na mjestu predsjednika Pridnjestrovlja, Vadim Krasnoselskij, izrazio je 2018. svoju predanost da se Pridnjestrovlje u budućnosti pridruži Rusiji. Također je 2019. rekao da je Rusija "naša sudbina" i da bi se eventualni novi referendum o mogućem ujedinjenju s Rusijom mogao održati ako bude potrebno, ali pod uvjetom da Rusija prizna rezultate.

### Analiza
Ruski utjecaj na Pridnjestrovlje je velik, s oko 200.000 Pridnjestrovljana koji imaju rusku putovnicu od 2014. Pridnjestrovlje financira Rusija isplatom mirovina i dugova za prirodni plin, a neki ruski političari također ulažu u industriju Pridnjestrovlja i mnoge su tvrtke u Pridnjestrovlju u vlasništvu ruskih kompanija. Nadalje, pridnjestrovske škole koriste ruske udžbenike za podučavanje ruske povijesti i mnogi pridnjestrovski učenici odlaze u ruske gradove poput Moskve ili Sankt-Peterburga radi studiranja. Od 2013. ulažu se napori da se ruski zakoni povežu sa zakonskim kodeksom Pridnjestrovlja, a ruski je zajednički (ali ne i materinski) jezik više od 90% Pridnjestrovljana, koristi se u poslovnim poslovima i kao međuetnički jezik Pridnjestrovlja. U studiji provedenoj između listopada 2018. i veljače 2019., na pitanje koja bi opcija dovela do bržeg razvoja Pridnjestrovlja, 37,1% ispitanih Pridnjestrovljana odgovorilo je da bi postali dio Rusije. Nasuprot tome, 22,6% je proglasilo neovisnu i međunarodno priznatu pridnjestrovsku državu, dok je samo 5,2% to učinilo uz reintegraciju u Moldaviju, između ostalih opcija.
Prijedlog je dobio podršku u Rusiji. Na primjer, ruski političar Vladimir Žirinovski, čelnik Liberalno-demokratske stranke Rusije (LDPR) i bivši zamjenik predsjednika Državne dume, izjavio je da Rusija treba priznati i braniti Pridnjestrovlje. Također je izjavio da je Pridnjestrovlje "ruski teritorij". Bivša ruska stranka Za Istinu također je podržala rusko priznanje i aneksiju Pridnjestrovlja. Ruski pisac Zahar Prilepin još je jedna osoba koja se zalagala za rusku aneksiju Pridnjestrovlja, kao i Abhazije, Republike Artsakh, Južne Osetije, Donjecka i Luganska.
Međutim, neki analitičari i znanstvenici tvrde da je malo vjerojatna ruska aneksija Pridnjestrovlja. Rusija ne priznaje Pridnjestrovlje kao neovisnu državu za razliku od drugih otcijepljenih država poput Abhazije i Južne Osetije, koje je priznala 2008., i nije pokazala nikakav interes za to. Moguće je da bi Rusija, ako bi to učinila, izgubila sav svoj utjecaj na moldavsku politiku i učinila Moldaviju snažno prozapadnom. Umjesto toga, neki analitičari su rekli da Rusija želi da Pridnjestrovlje ima "poseban status" unutar Moldavije kako bi zadržala utjecaj nad cijelom potonjom. Priznanje Pridnjestrovlja od strane Rusije moglo bi olakšati ujedinjenje Rumunjske i Moldavije, čemu se Rusija protivi.. Retrieved 6 June 2021.</ref> Dodatno, Pridnjestrovlje je znatno dalje od Rusije od Krima i nema izlaz na more, tako da bi Rusija mogla biti povezana s teritorijem samo preko država koje bi bile neprijateljske prema hipotetskoj aneksiji. Stvaranje dovoljno snažnog nacionalističkog pokreta da postigne aneksiju Pridnjestrovlja Rusiji moglo bi biti teže nego s Krimom, koji je predstavljen kao "izgubljena" i "ukradena" zemlja.